# Taktakan (plaats)
Taktakan is een bestuurslaag in het regentschap Serang van de provincie Banten, Indonesië. Taktakan telt 6848 inwoners (volkstelling 2010).